# Cucullia chrysota
Cucullia chrysota là một loài bướm đêm trong họ Noctuidae.